# Sahib Shihab
Pour les articles homonymes, voir Shihab.
Shahib Shihab, né Edmond Gregory, à Savannah, le 23 juin 1925 et mort le 24 octobre 1989, est un saxophoniste et flûtiste de jazz hard bop américain.

## Discographie comme leader
- 1957 : Jazz We Heard Last Summer
- 1957 : Jazz Sahib
- 1963 : Conversations
- 1964 : Summer Dawn
- 1968 : Seeds
- 1970 : Commitment
- 1971 : Sentiments
- 1972 : La marche dans le désert (Sahib Shihab + Jef Gilson Unit - Futura Ger 34)
- 1973 : Flute Summit